# Anthus australis
El bisbita australiano (Anthus australis) es una especie de ave paseriforme de la familia Motacillidae propia de Australia y Nueva Guinea.

## Descripción

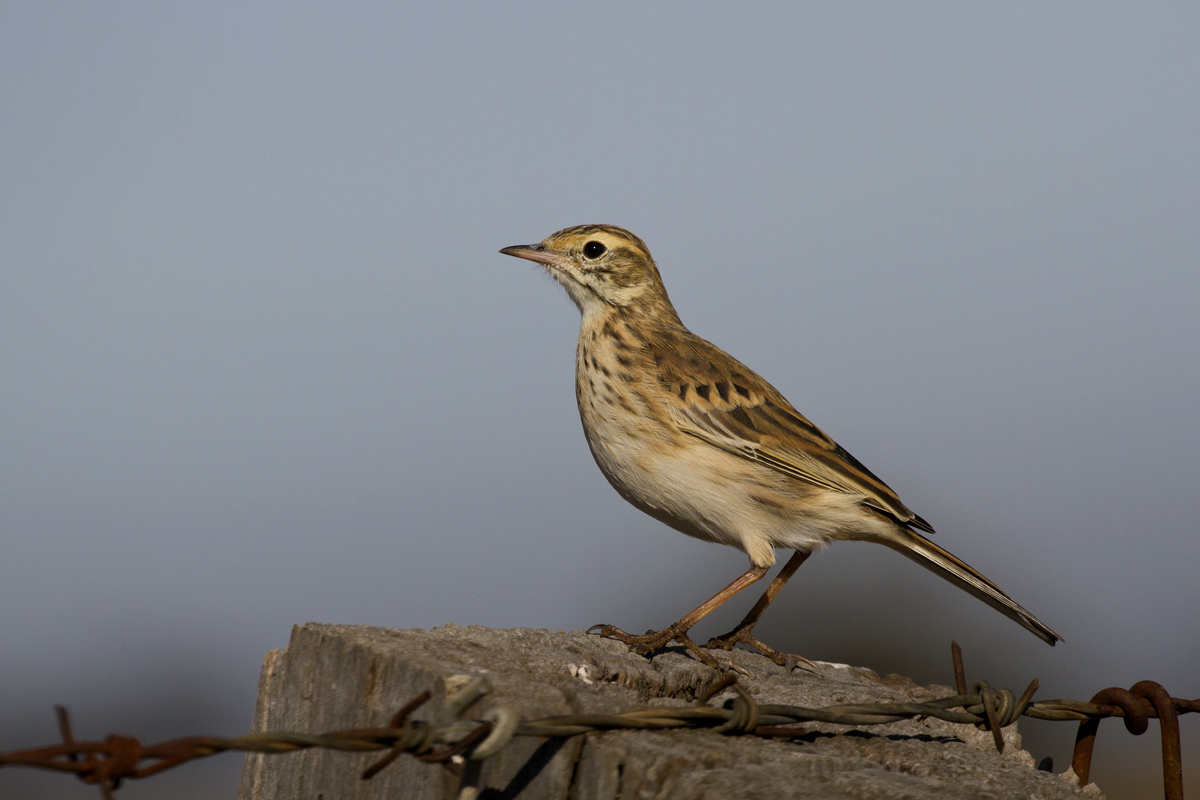
Ejemplar en Australia.

Es un pájaro esbelto, que mide entre 16 y 19 cm de largo, y pesa alrededor de 40 grams. El plumaje de sus partes superiores es de tonos pardos claros con veteado oscuro. Sus partes inferiores son blanquecinas, con algunas motas en el pecho. Presenta listas superciliares claras y bigoteras y listas malares oscuras. Su larga cola tiene las plumas exteriores blancas y con frecuencia la agita arriba y abajo. Sus patas son largas y rosáceas, mientras que su pico es parduzco y puntiagudo.

## Taxonomía
El bisbita australiano fue descrito científicamente por el ornitólogo francés Louis Jean Pierre Vieillot en 1818.
Se reconocen cinco subespecies:
- A. a. exiguus - se encuentra en Nueva Guinea;
- A. a. rogersi - ocupa el norte de Australia;
- A. a. bilbali - se localiza en el sur y suroeste de Australia;
- A. a. australis - se extiende por el centro, este y sureste de Australia;
- A. a. bistriatus - únicamente habita en Tasmania y las islas del estrecho de Bass.

## Comportamiento y ecología

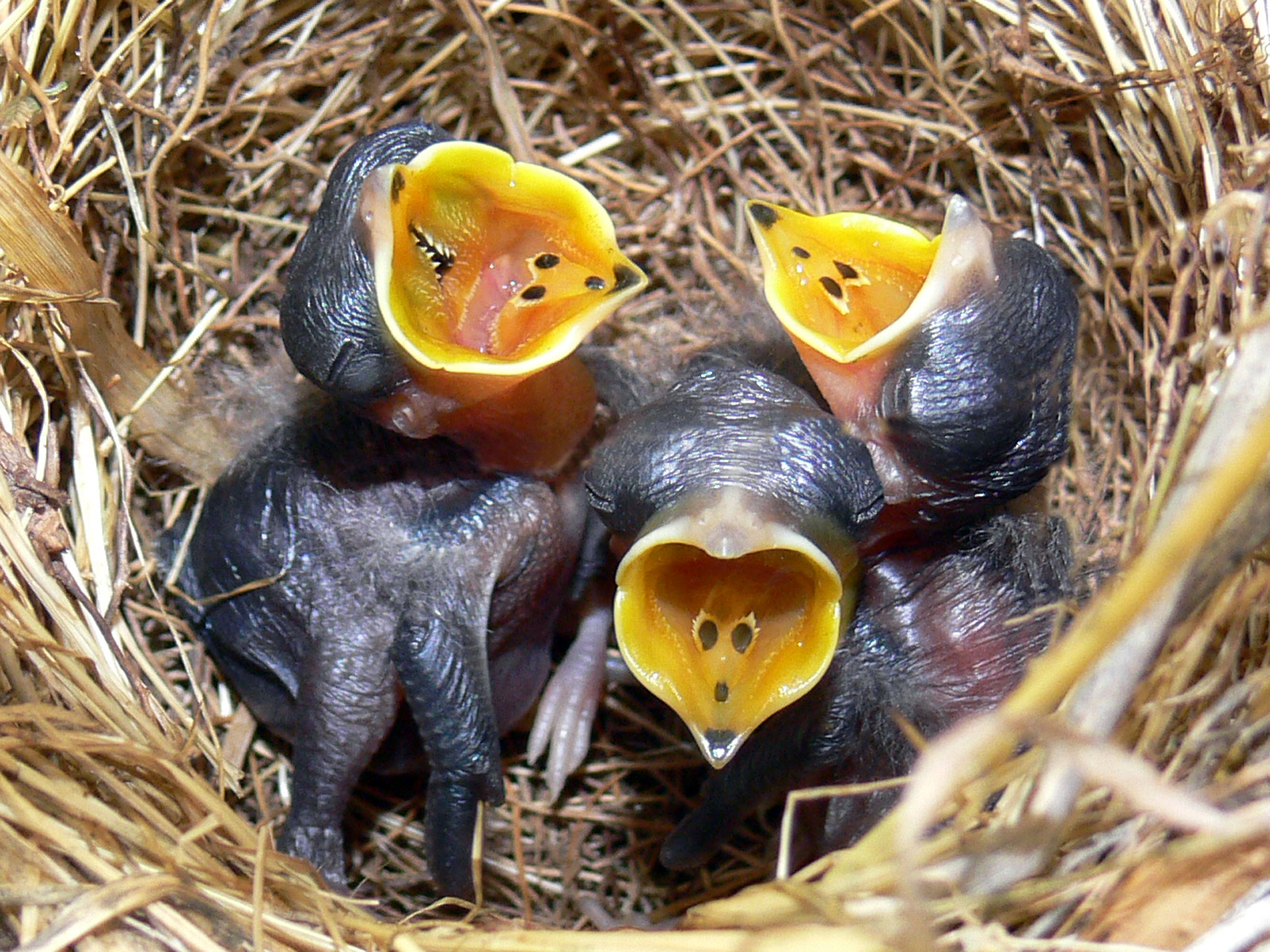
Nido con polluelos.

Es un pájaro de hábitats abiertos, como los herbazales, dunas, bosques despejados y los campos de cultivo. Se alimenta en el suelo de pequeños invertebrados y semillas.
Su época de cría empieza en agosto. Construye un nido en forma de cuenco que sitúa entre la vegetación del suelo o entre rocas. Lo construye la hembra con hierba. Suelen poner de dos a cinco huevos, siendo las puestas de tres o cuatro las más frecuentes. Los huevos son de color blanquecino con motas marrones. La incubación dura 14 o 15 días. Los polluelos son alimentados por ambos progenitores, y son capaces de volar entre 14 y 16 días tras la eclosión.